# Mercedes-Benz W 08
La Mercedes-Benz W 08 était une voiture de tourisme de Mercedes-Benz et la successeur de la Mercedes-Benz Type 400. Elle a été présentée sous le nom de Mercedes-Benz 18/80 PS Type Nürburg 460 à l'automne 1928 au Mondial de l'Automobile de Paris en tant que premier véhicule de Daimler-Benz avec un moteur huit cylindres.
La Type Nürburg peut être considérée comme la première papamobile, car le pape Pie XI a reçu un véhicule de Daimler-Benz spécialement équipé pour lui en 1930.

## Type Nürburg 460/460 K (avec châssis haut, 1928-1929)
La voiture avait été construite à la va-vite par Ferdinand Porsche afin de pouvoir tenir tête à la Horch 8 apparue deux ans plus tôt. Porsche a utilisé une construction standard qui était courante dans le passé, un châssis haut (avec des longerons droits entre les essieux), ce qui donnait au nouveau modèle un look dépassé pour l'époque. Elle était équipée d'un moteur huit cylindres en ligne à soupapes latérales d'une cylindrée de 4 622 cm³, qui développait 80 ch (59 kW) et permettait une vitesse de pointe de 100 km/h. La voiture a des essieux rigides avec des ressorts à lames semi-elliptiques, les quatre roues sont freinées mécaniquement avec un support d'air d'aspiration.
Un châssis long avec un empattement de 3 670 mm et un châssis raccourci avec un empattement de 3 430 mm étaient disponibles pour les carrosseries sur mesure des carrossiers extérieurs. Ces modèles sont appelés « 460 K ». Les carrosseries voiture de tourisme à quatre et six places, berline quatre portes, limousine Pullman à six places et cabriolet D quatre portes étaient disponibles d'usine.
L'automobile, encombrante, démodée et très chère, n'était pas très demandée, elle a donc été remplacée au bout d'un an par un modèle à châssis bas plus moderne. Pendant six ans, les modèles à châssis haut qui avaient déjà été produits ont dû être vendus à rabais.

## Type Nürburg 460/460 K (18/80)(avec châssis bas, 1929-1933)
En raison du succès modéré, le designer en chef de Daimler-Benz, Hans Nibel, a révisé le modèle. La technologie a été reprise de la prédécesseur, où une surmultiplication était également disponible en option pour la boîte de vitesses à quatre vitesses. Le résultat était une voiture nettement plus élégante avec le châssis bas moderne, dont les longerons étaient abaissés entre les essieux. En plus de la hauteur d'entrée inférieure, des structures plus plates pouvaient être réalisées. Un châssis avec un empattement plus court était également à nouveau disponible. Malgré cette modernisation, la nouvelle Mercedes à châssis bas a enregistré des ventes inférieures à celles de la Horch 8.
En plus des carrosseries familières, un cabriolet C deux portes et un cabriolet F Pullman étaient désormais également disponibles.

## Type Nürburg 500 (19/100)(1931-1934)

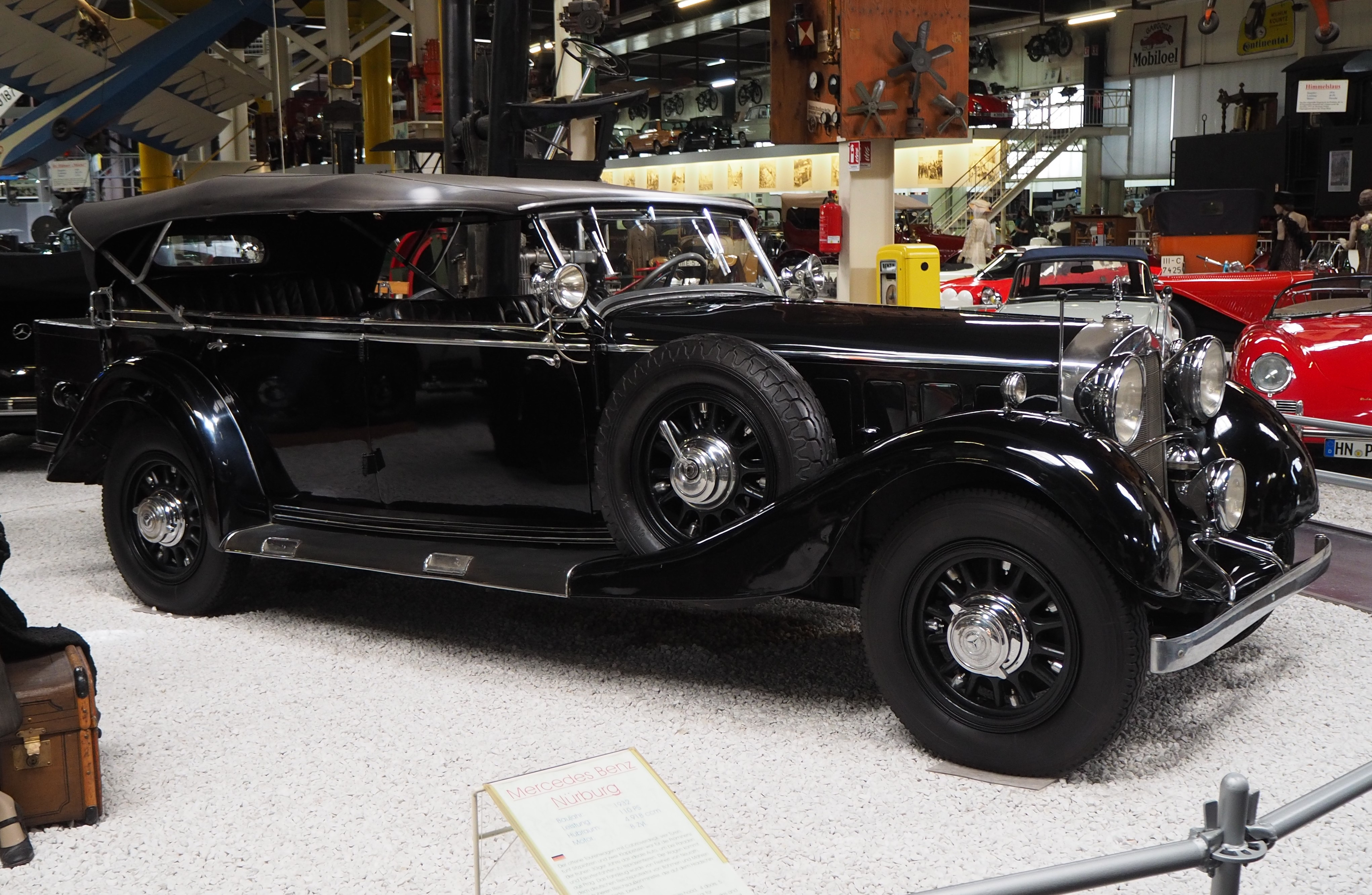
Nürburg 500 cabriolet au musée de l'automobile et de la technologie de Sinsheim

À partir de 1931, un modèle avec un moteur plus puissant est également proposé sur le châssis long. Celui-ci a une cylindrée de 4 918 cm³ et une puissance de 100 ch (74 kW). La vitesse maximale est de 110 km/h.

## Type 500 N (1934-1936)
En 1934, la successeur de la Type Nürburg a été présentée. Le moteur est resté le même, mais la ligne de carrosserie a été modernisée : la calandre plate de la Nürburg a été remplacée par une calandre légèrement en flèche vers l'arrière. Le pare-brise a également été légèrement incliné vers l'arrière. La vitesse de pointe est passée à 115 km/h.

## Type 500 N (1936-1939)
En 1936, la voiture reçut un moteur plus puissant. Il a une puissance de 110 ch (81 kW) avec la même cylindrée et fait accélérer le véhicule jusqu'à 123 km/h. La calandre et le pare-brise ont été encore plus inclinés vers l'arrière et la barre transversale de fixation des phares a été omise.
En 1939, la gamme de modèles a été arrêtée sans successeur après qu'un total de 3 824 véhicules aient été produits. C'était le dernier modèle de Mercedes-Benz avec des roues à rayons en bois et des essieux rigides.

## Chiffres de production W 08
| Année                             | 1928 | 1929 | 1930 | 1931 | 1932 | 1933 | 1934 | 1935 | 1936 | 1937 | 1938 | 1939 | total |
| --------------------------------- | ---- | ---- | ---- | ---- | ---- | ---- | ---- | ---- | ---- | ---- | ---- | ---- | ----- |
| W 08 - Nürburg 460 (châssis haut) | 347  | 1038 | 0    | 0    | 0    | 0    | 0    | 0    | 0    | 0    | 0    | 0    | 1385  |
| W 08 - Nürburg 460                | 0    | 614  | 666  | 152  | 32   | 44   | 0    | 0    | 0    | 0    | 0    | 0    | 1508  |
| W 08 - Nürburg 500                | 0    | 0    | 0    | 110  | 116  | 141  | 183  | 139  | 87   | 54   | 50   | 51   | 931   |

## Galerie photos

Mercedes-Benz Type 460 Nürburg
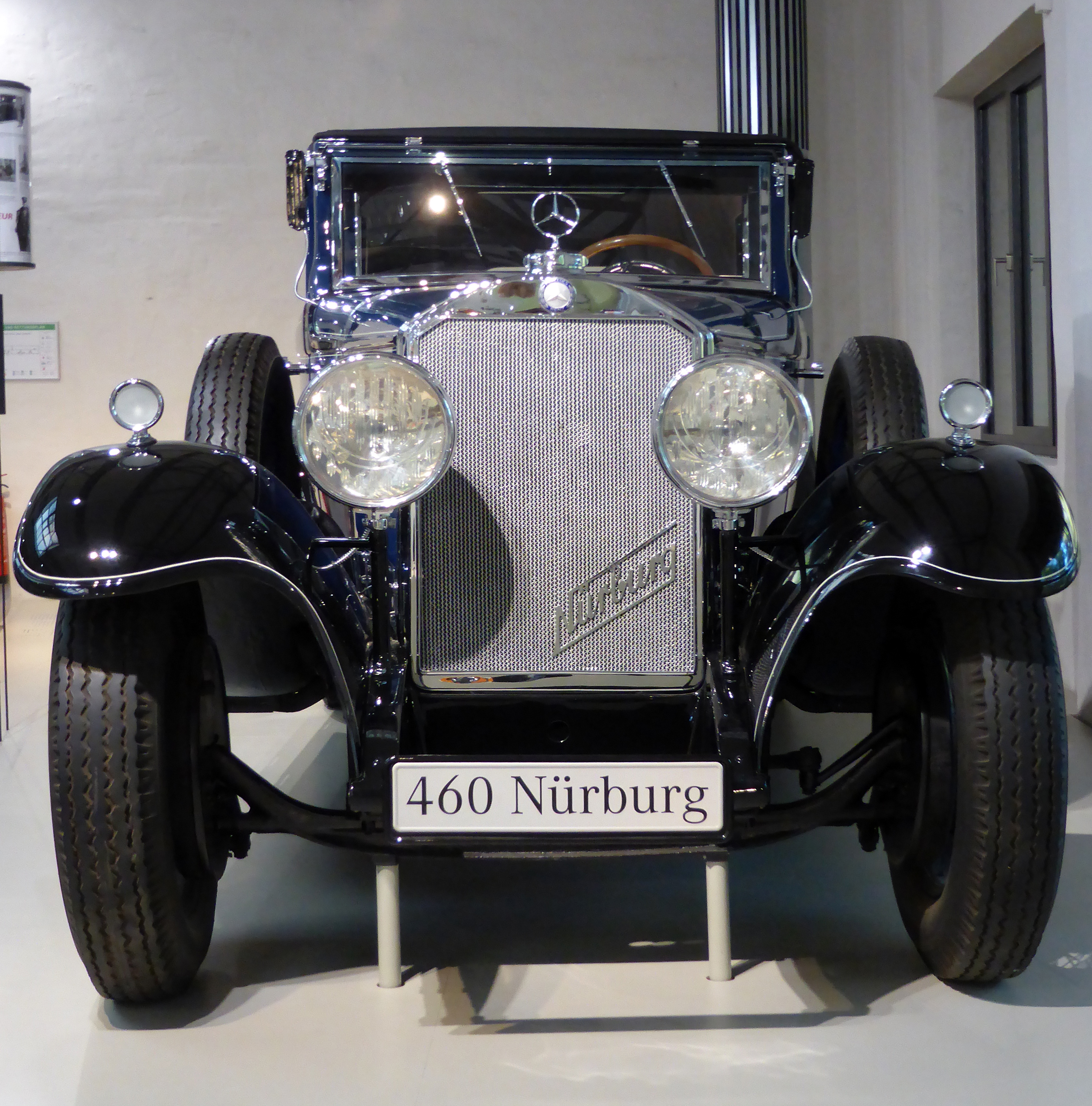
Mercedes-Benz Type Nürburg 460, année 1929, avant
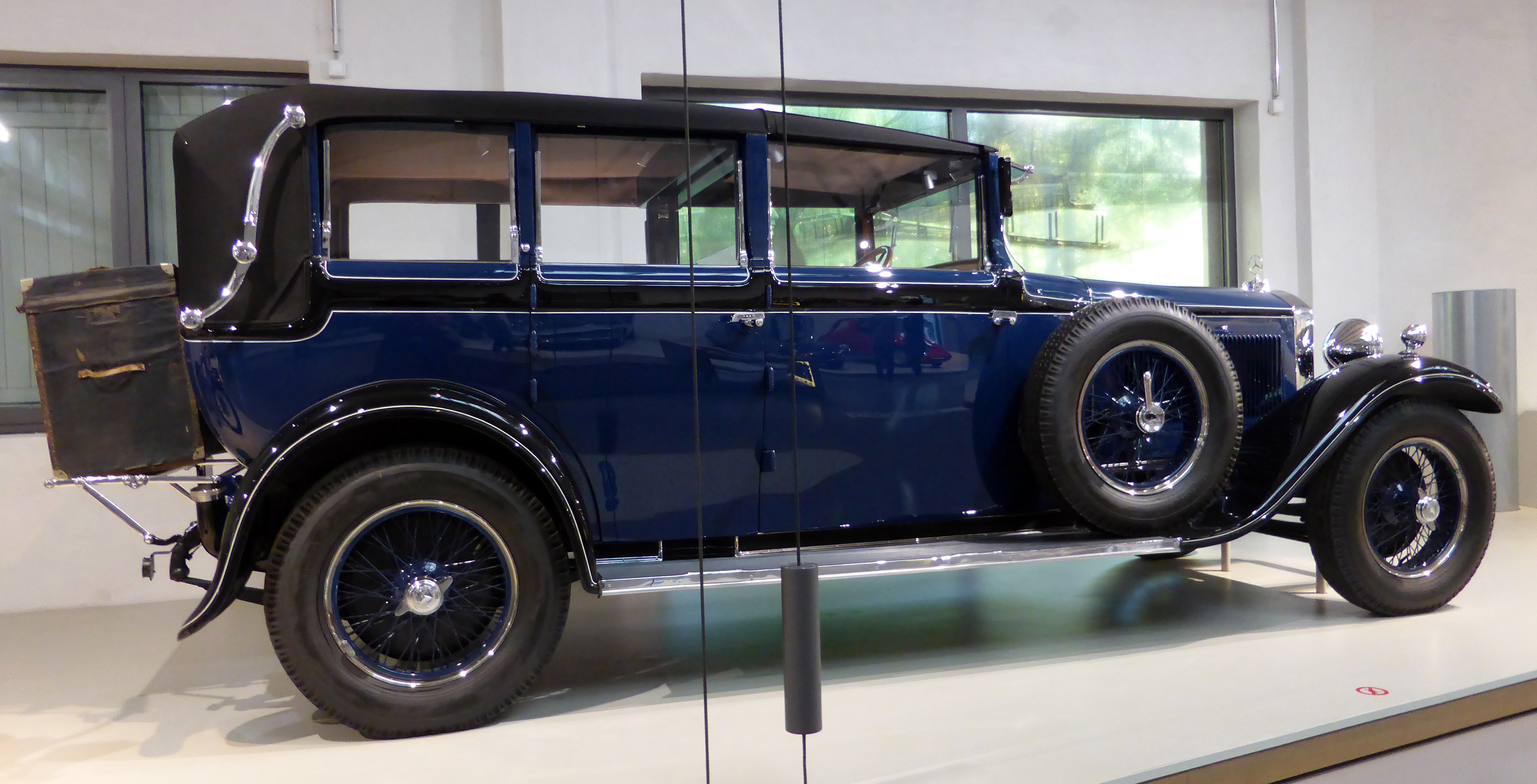
Mercedes-Benz Type Nürburg 460, année 1929, côté
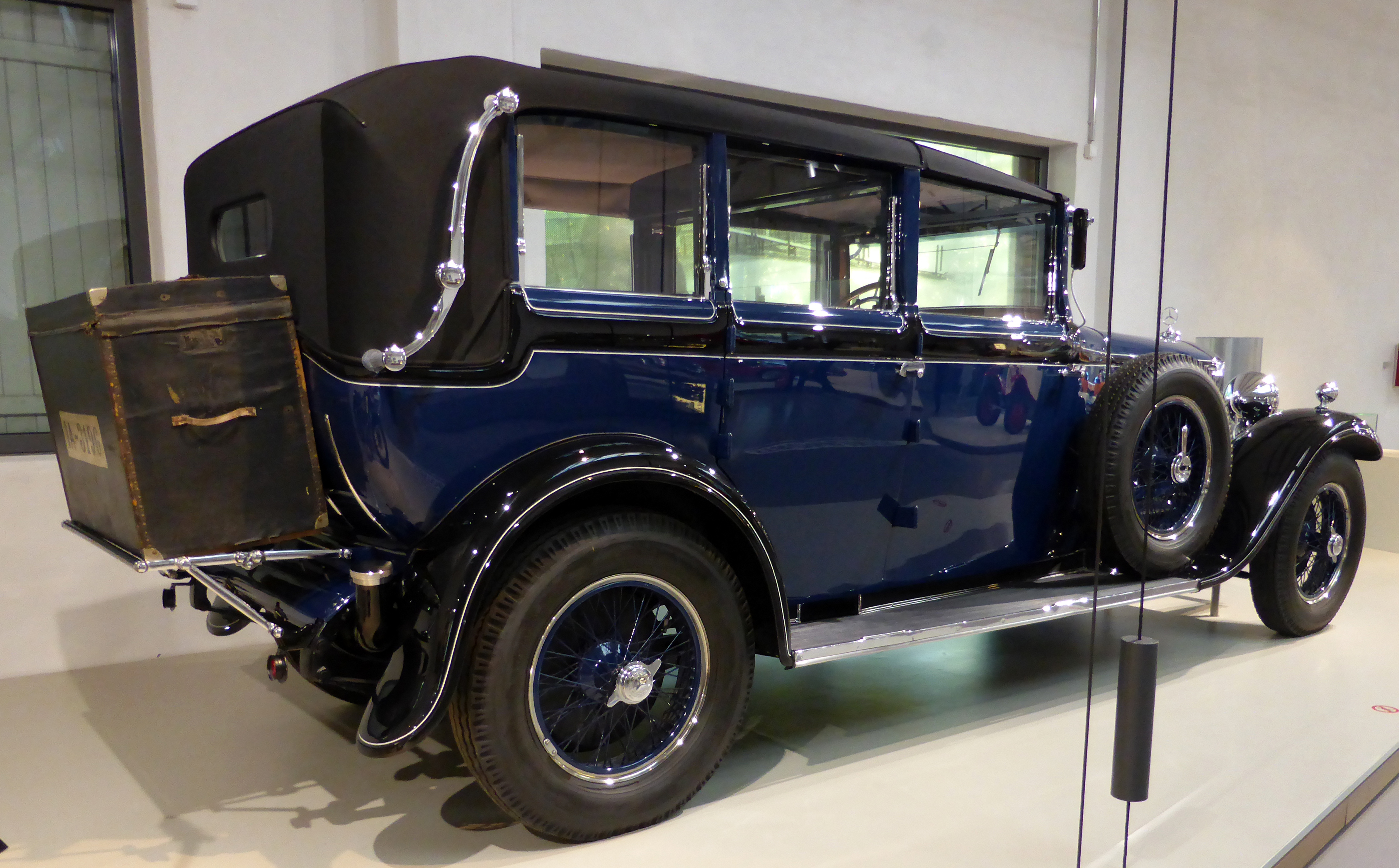
Mercedes-Benz Type Nürburg 460, année 1929, arrière
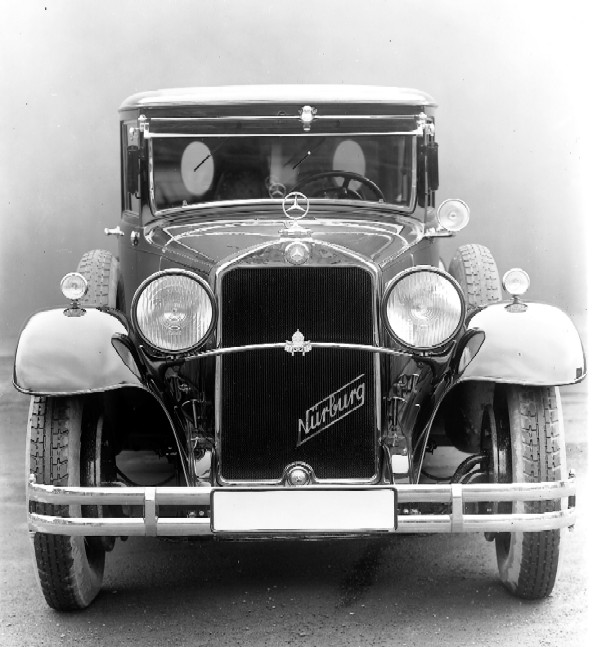
Mercedes-Benz Type Nürburg 460, avant, vieille photo
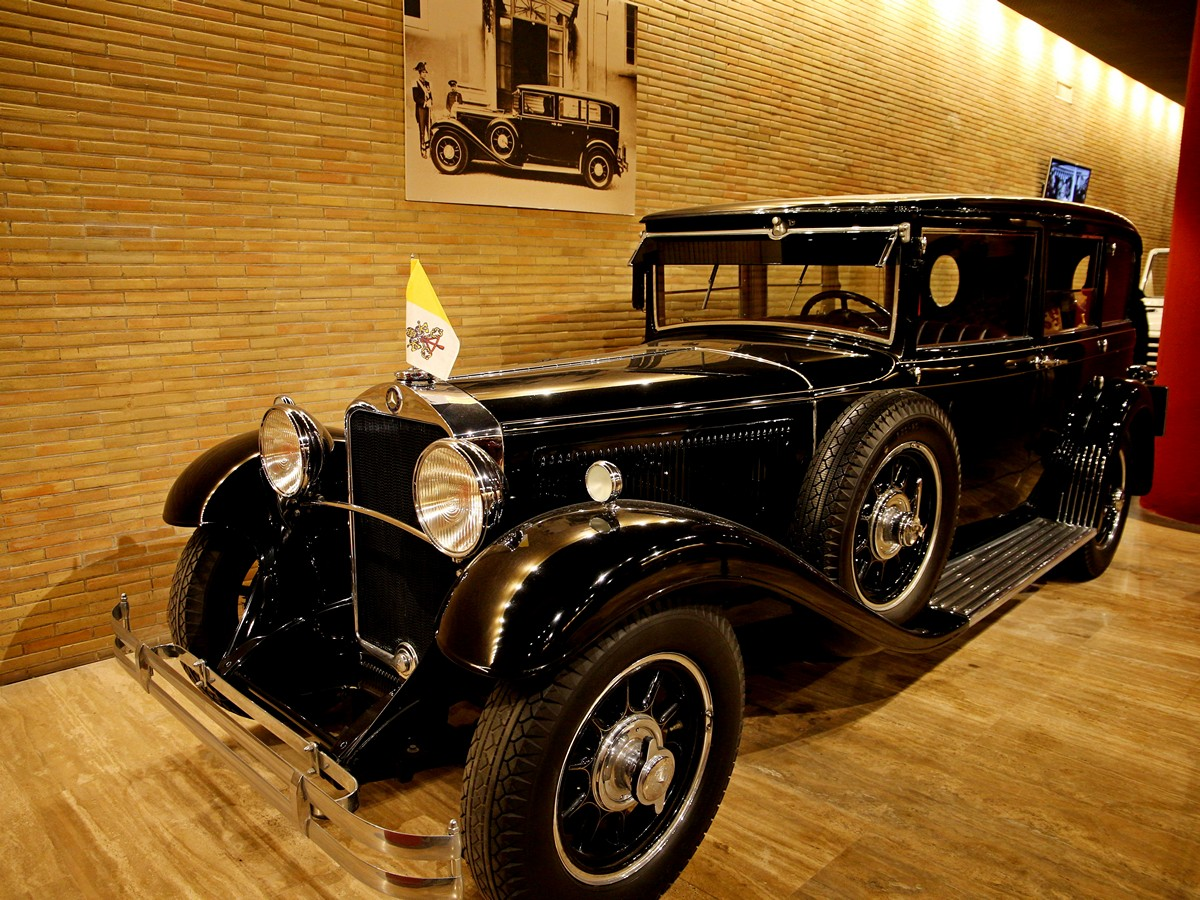
Mercedes-Benz W 08 Nürburg Papamobile
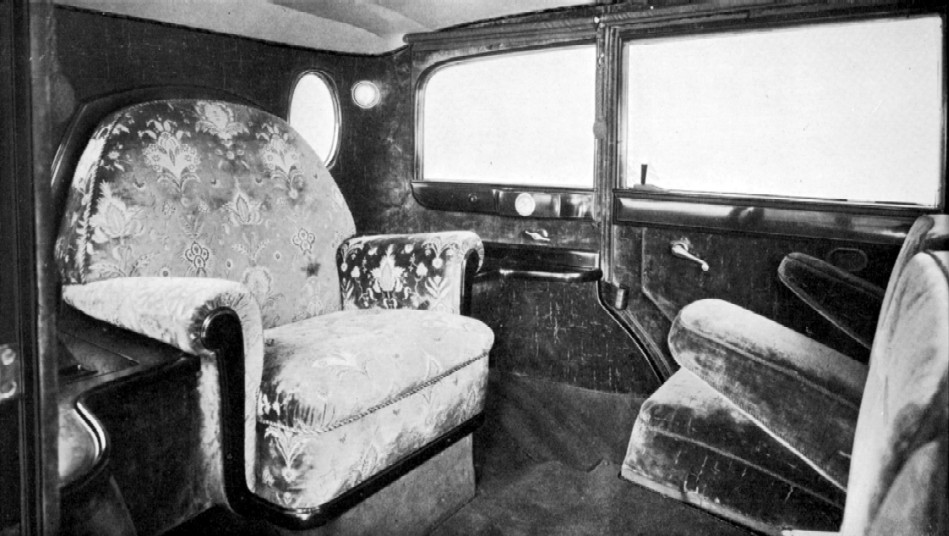
Mercedes-Benz Type Nürburg 460 Papamobile, intérieur